# Silent Land
Silent Land (originalment en polonès, Cicha ziemia) és una pel·lícula dramàtica de 2021 dirigida per Agnieszka Woszczynska. Es tracta d'una coproducció entre Polònia, Txèquia i Itàlia. El 13 de gener de 2023 es van estrenar les versions doblada i subtitulada al català, a càrrec de la distribuïdora Reverso Films, en sis sales de cinema de Catalunya.

## Sinopsi
Una parella perfecta lloga una casa de vacances en una assolellada illa italiana. En arribar, s’adonen que la piscina està buida i compten que un operari l'arreglarà en dos dies. La presència constant d'un estrany engega una cadena d'esdeveniments que els fa actuar de manera instintiva i irracional, encaminant-se cap al costat més fosc de la seva relació.

## Repartiment
- Dobromir Dymecki com a Adam
- Agnieszka Zulewska com a Anna
- Jean-Marc Barr com a Arnaud
- Alma Jodorowsky com a Claire
- Marcello Romolo com a Fabio
- Claudio Bigagli com a Giuseppe
- Elvis Esposito com a Riccardo
- Gennaro Iaccarino com a Marco
- Ibrahim Keshk com a Rahim